# Jodi Kantor
Jodi Kantor, née le  21 avril 1975, est une journaliste américaine. Elle écrit dans The New York Times sur les thèmes du genre, du travail et des technologies. Elle a chroniqué l'élection présidentielle américaine de 2008 et s'est intéressée à Michelle Obama et Barack Obama ; en 2012, elle en publie un portrait intitulé The Obamas: A Mission, A Marriage.
Le 5 octobre 2017, elle écrit un article avec Megan Twohey, qui accuse Harvey Weinstein de harcèlement sexuel,. À la suite de l'article, plus de 90 femmes accusent ensuite le producteur d'Hollywood de harcèlement, d'agression sexuelle ou, parfois, de viol.
Elles publient ensuite le livre She Said en 2019 racontant les coulisses de l'enquête. L'ouvrage est adapté au cinéma dans le film She Said (2022) de Maria Schrader.

## Distinctions
- En 2004, elle est nommée dans la liste des 40 New-Yorkais les plus influents par le magazine Crain's[4].
- En 2012, elle reçoit le prix de la société d'édition Feminist Press.